# Ibrahim Khalifa
Pour les articles homonymes, voir Khalifa.
Ibrahim Khalifa est un karatéka égyptien qui a obtenu une médaille de bronze en kumite individuel masculin moins de 60 kilos aux championnats du monde de karaté 2006 à Tampere, en Finlande.

## Résultats
| Résultat           | Date         | Épreuve                   | Catégorie | Compétition                | Ville hôte           |
| ------------------ | ------------ | ------------------------- | --------- | -------------------------- | -------------------- |
| Médaille de bronze | Octobre 2006 | Kumite individuel - 60 kg | Seniors   | Championnats du monde 2006 | Tampere, en Finlande |